# Anna Goodman
Anna Goodman (* 23. Januar 1986 in Montreal) ist eine ehemalige kanadische Skirennläuferin. Sie war auf die Disziplinen Slalom und Riesenslalom spezialisiert.

## Biografie
Im Dezember 2001 nahm Goodman an ihren ersten FIS-Rennen teil, einen Monat später folgte der erste Einsatz im Nor-Am Cup. Bis zu Beginn des Jahres 2004 fuhr sie ausschließlich in Nordamerika. Am 23. Oktober 2004 bestritt ihr erstes Weltcup-Rennen, den Riesenslalom in Sölden, kam aber nicht ins Ziel. Goodman nahm an den Weltmeisterschaften 2005 teil, wurde 22. des Slaloms und 16. der Kombination. Erfolge im Weltcup blieben aber weiterhin aus.
Mit guten Ergebnissen im Nor-Am Cup und im Europacup konnte sich Goodman 2007 wieder einen Startplatz im Weltcup sichern. Als 29. des Slaloms in Lienz gewann sie am 29. Dezember 2007 erstmals Weltcuppunkte. Wenig später belegte sie am 15. Februar 2008 beim Slalom in Zagreb Platz 19. Dieses Ergebnis egalisierte sie 2008/09 zweimal, am 11. Januar in Maribor und am 30. Januar in Garmisch-Partenkirchen. Noch erfolgreicher war sie bei den Weltmeisterschaften 2009 in Val-d’Isère, wo sie Zwölfte im Slalom wurde.
Zu Beginn der Saison 2009/10 erreichte Goodman ihre besten Weltcupplatzierungen: Am 14. November fuhr sie im Slalom von Levi auf Rang 16, zwei Wochen später in Aspen auf Rang 13 und weitere zwei Wochen danach fuhr sie mit Platz neun im Slalom von Åre das einzige Mal unter die besten zehn. Am 3. Januar 2010 stürzte sie im ersten Lauf des Slaloms von Zagreb und zog sich einen Bänderriss im rechten Knie zu. Zuerst schien es so, als könne sie nicht an den Olympischen Winterspielen in ihrem Heimatland teilnehmen. Die Verletzung erwies sich aber als weniger schwerwiegend als zunächst befürchtet und Goodman wurde vier Wochen später doch nominiert. Im olympischen Slalom erzielte sie den 19. Platz.
Im nächsten Winter belegte Goodman bei den Weltmeisterschaften 2011 in Garmisch-Partenkirchen den 21. Platz im Slalom. Danach musste sie aufgrund einer Hüftverletzung, die sie bereits im Dezember bei einem Sturz im Weltcupslalom von Courchevel erlitten hatte, die Saison vorzeitig beenden. Ihr bestes Weltcupergebnis in der Saison 2010/11 war ein 14. Platz, in der Saison 2011/12 ein 11. Platz. Am 24. März 2012 gab Goodman ihren Rücktritt bekannt. Dieser war jedoch nur von kurzer Dauer. Im Winter 2012/13 startete sie weiterhin bei Nor-Am- und FIS-Rennen. Mit drei bzw. sechs Siegen war sie derart erfolgreich, dass sie sich dazu entschloss, nach fast einem Jahr Pause auch im Weltcup wieder anzutreten. Im Slalom von Ofterschwang am 15. März 2013 klassierte sie sich auf Platz 15, wobei sie im zweiten Durchgang Laufbestzeit fuhr. Die Slalomwertung des Nor-Am Cups gewann sie mit großem Vorsprung.

## Erfolge

### Olympische Spiele
- Vancouver 2010: 19. Slalom

### Weltmeisterschaften
- Santa Caterina 2005: 16. Kombination, 22. Slalom
- Val-d’Isère 2009: 12. Slalom
- Garmisch-Partenkirchen 2011: 21. Slalom

### Weltcup
- 5 Platzierungen unter den besten 15

### Nor-Am Cup
- Saison 2007/08: 10. Gesamtwertung, 1. Slalomwertung
- Saison 2008/09: 3. Slalomwertung
- Saison 2012/13: 9. Gesamtwertung, 1. Slalomwertung
- 20 Podestplätze, davon 10 Siege

### Weitere Erfolge
- 21 Siege in FIS-Rennen